# Sidalcea diploscypha
Sidalcea diploscypha är en malvaväxtart som först beskrevs av John Torrey och Gray, och fick sitt nu gällande namn av Samuel Frederick Gray och George Bentham. Sidalcea diploscypha ingår i släktet axmalvor, och familjen malvaväxter. Inga underarter finns listade i Catalogue of Life.

## Bildgalleri

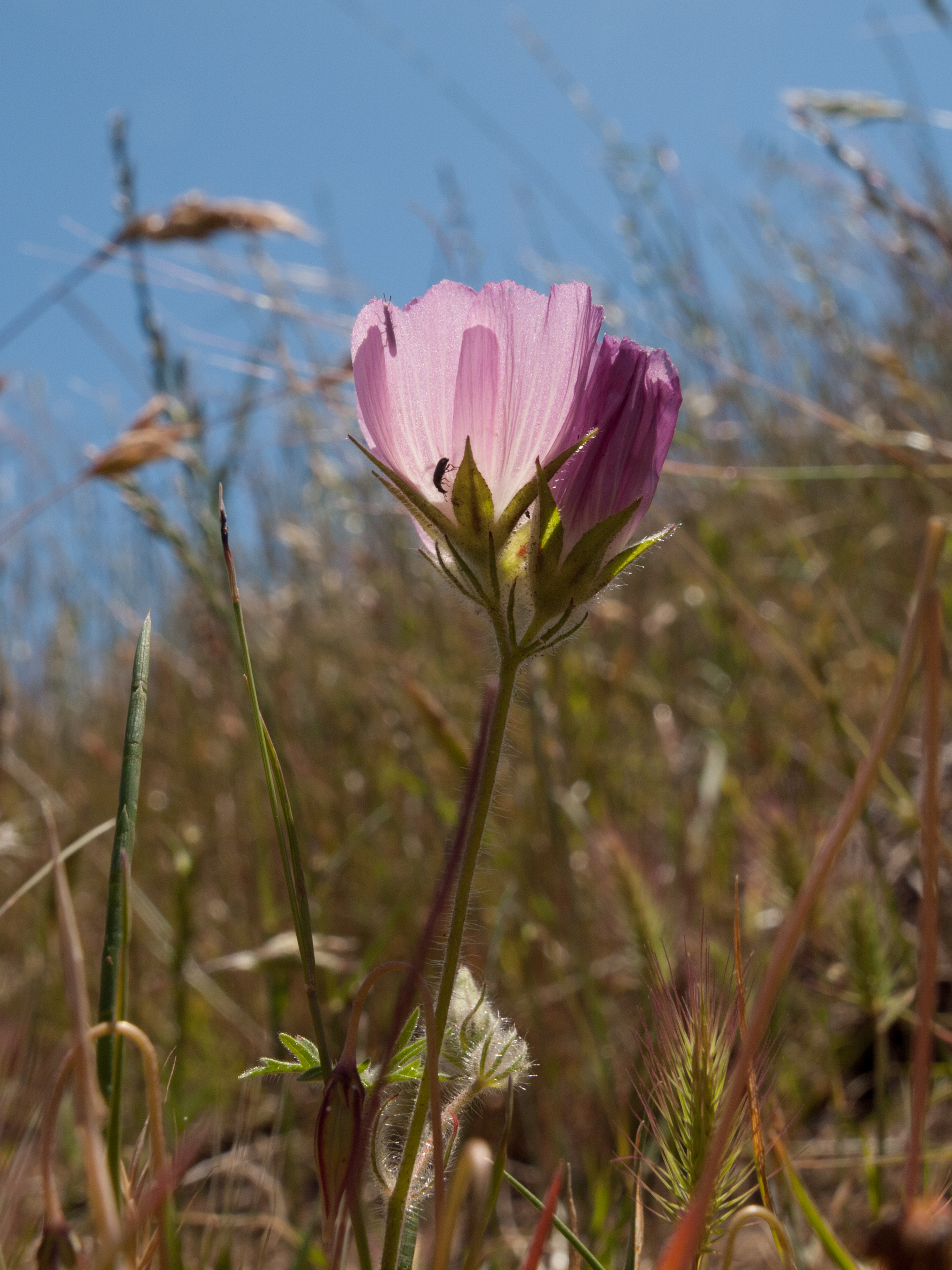
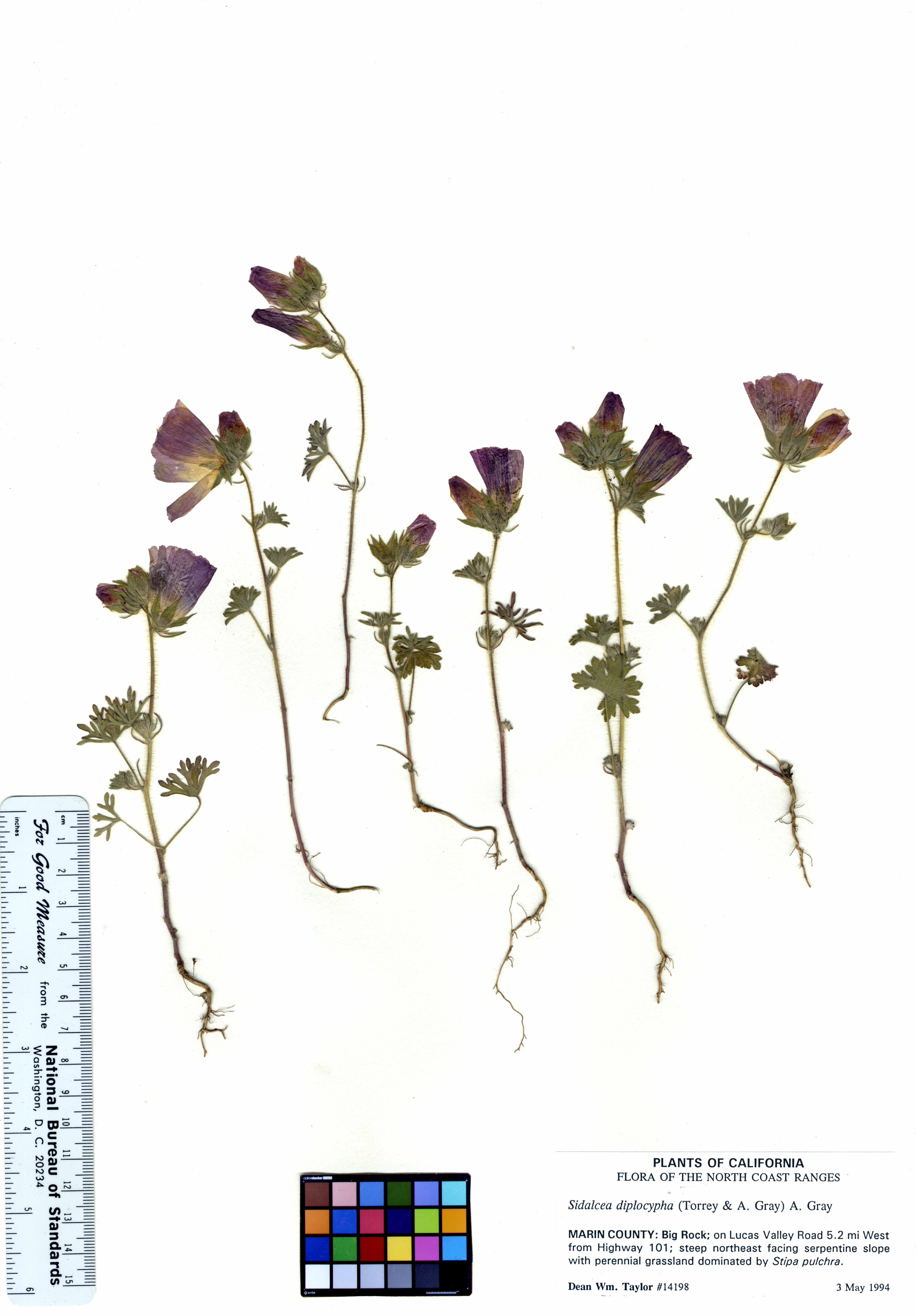